# Kupen, Smolean
Kupen (în bulgară Купен) este un sat în comuna Madan, regiunea Smolean,  Bulgaria. 

## Demografie
Componența etnică a satului Kupen
     Bulgari (21,05%)
     Nicio identificare (78,94%)
     Altele (0%)
La recensământul din 2011, populația satului Kupen era de 38 locuitori. Nu există o etnie majoritară, locuitorii fiind  și bulgari (21,05%). Pentru 78,94% din locuitori nu este cunoscută apartenența etnică.